# Droga

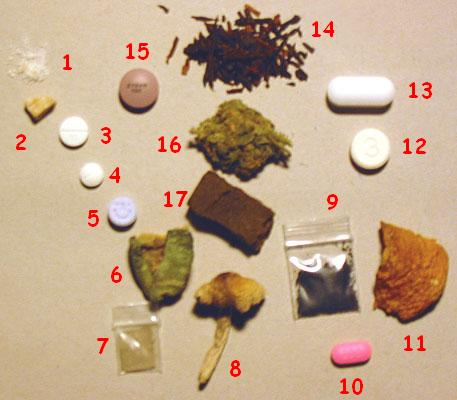
Assortimento di sostanze psicoattive:
1 Cocaina
2 Crack
3 Metilfenidato (Ritalin)
4 Efedrina
5 MDMA (ecstasy)
6 Peyote (mescalina)
7 Cartone di LSD
8 Fungo con psilocibina (Psilocybe cubensis)
9 Salvia divinorum
10 Difenidramina (Benadryl)
11 Amanita muscaria
12 Farmaco contenente codeina
13 Codeina con miorilassante
14 Tabacco
15 Bupropione (Zyban)
16 Cannabis
17 Hashish

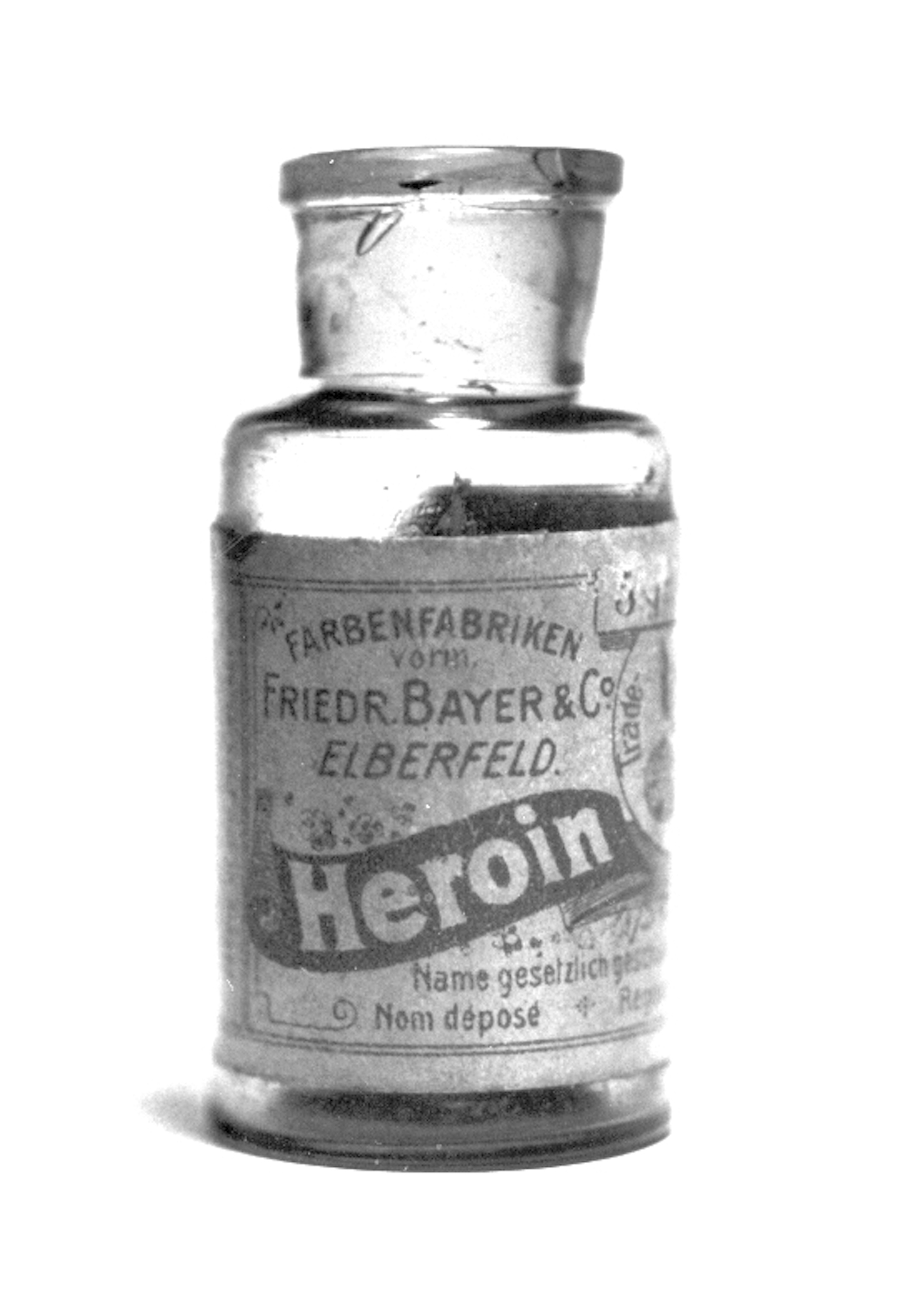
Eroina commercializzata dalla Bayer alla fine del XIX secolo

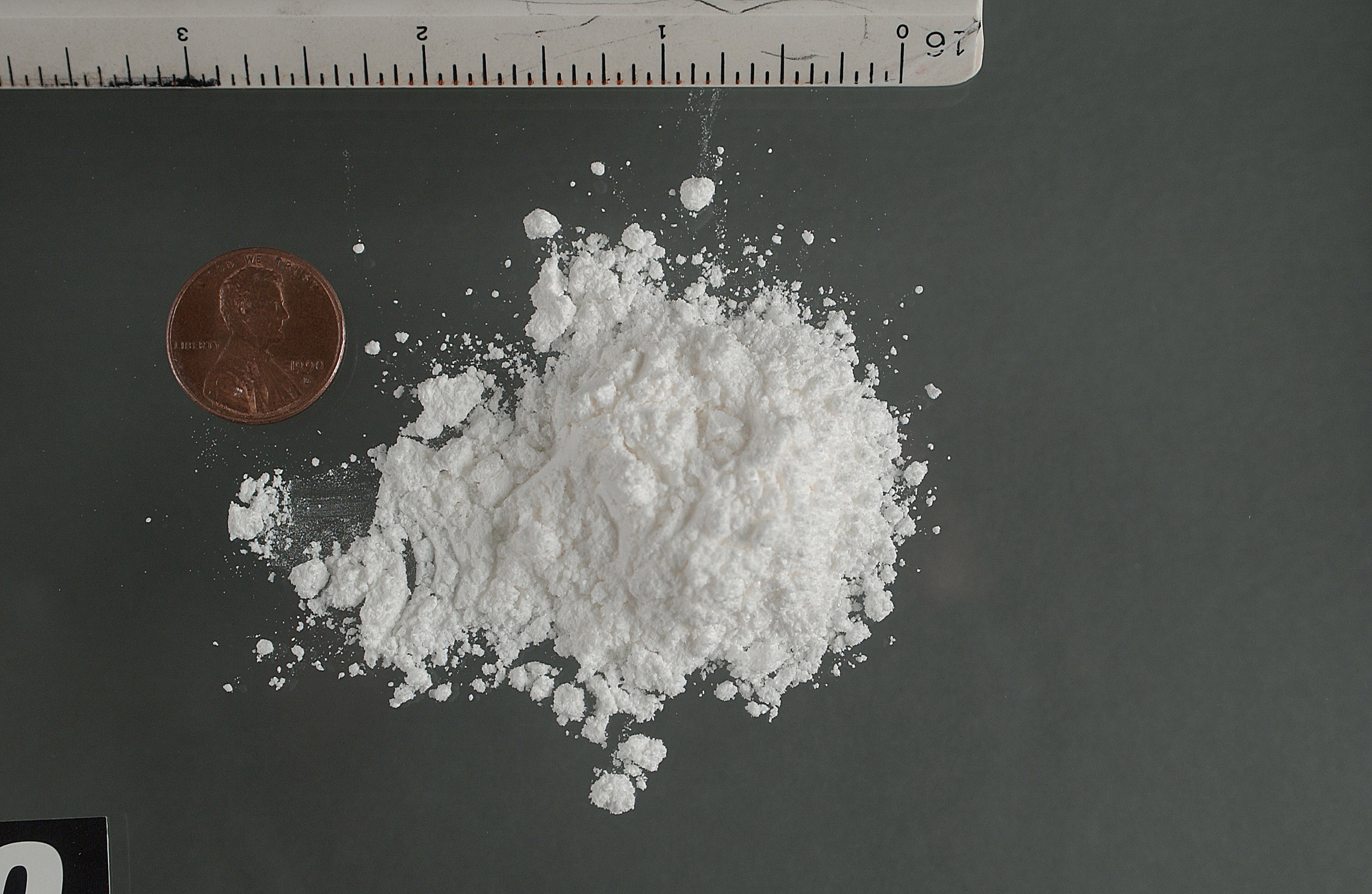
Cocaina in polvere. Le sostanze stimolanti ed inebrianti, come la cocaina, sono le sostanze comunemente associate al termine "droga" dal grande pubblico. Tuttavia, il termine include una varietà di sostanze sia legali sia illegali, i cui effetti e utilizzi variano ampiamente

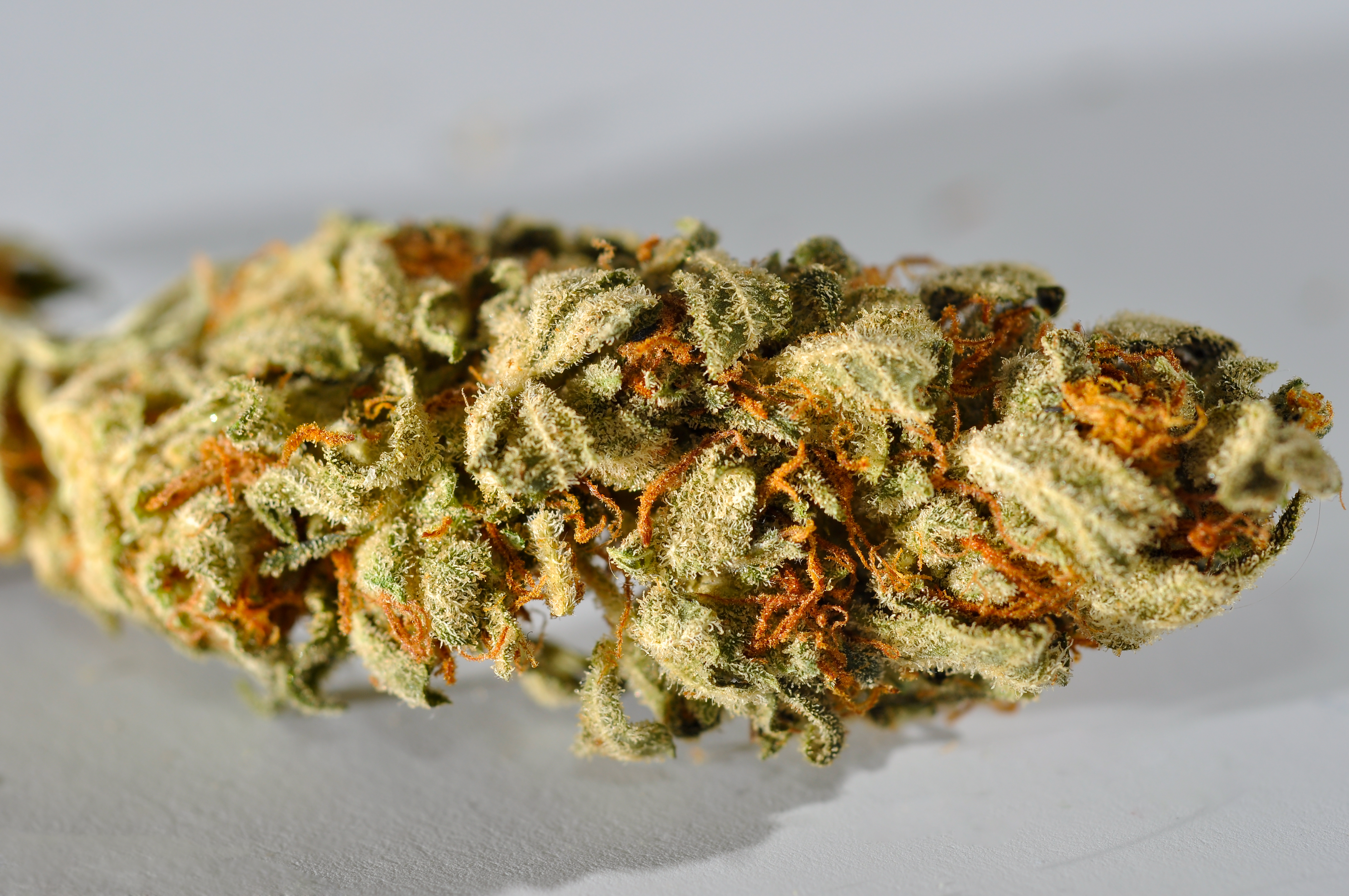
La cannabis è una droga comunemente usata a fini ricreativi

Una droga, nell'uso più comune del termine dalla metà del XX secolo, è una sostanza, naturale o sintetica che, una volta assunta, altera la coscienza o la percezione o l'umore, il cui consumo può portare a una dipendenza fisica o psichica o a danni alla salute, dell'utilizzatore o di altri, e la cui fabbricazione, distribuzione e uso è nella maggioranza dei casi vietato o regolato dalla legge.
È quindi una sostanza psicoattiva che, se inalata, iniettata, fumata, ingerita, assorbita attraverso la pelle o da diverse mucose, provoca un temporaneo cambiamento psichico o fisico o entrambi nel soggetto che può essere indotto a farne abuso.
Alterando le funzioni delle cellule nervose, le droghe possono compromettere gli equilibri psicologici e i normali processi mentali, potendo agire su emozione, ricordi, attenzione, percezione, umore, coscienza, comportamento, abilità intellettive, capacità motorie, ecc.
La psicoattività di tali sostanze viene da secoli sfruttata anche a fini terapeutici e ancora oggi molte droghe o loro derivati sono ampiamente utilizzati per uso medico, per esempio la morfina viene utilizzata come antidolorifico. La possibile sovrapposizione tra abuso e utilizzo medico di queste sostanze rende complessa la loro classificazione e regolamentazione legale. Sostanze sviluppate originariamente per uso medico sono diventate sostanze a prevalente utilizzo illegale ricreativo. L'eroina prodotta per la prima volta dalla Bayer nel 1898 come farmaco per curare la tossicomania da morfina deve infatti il suo nome all' "eroico" potere terapeutico che le veniva attribuito.
Non tutte le sostanze psicoattive sono considerate droghe e non esiste un coerente e omogeneo metodo per definire droga una sostanza psicoattiva, né a livello legale, né nell'uso comune.
Alcune droghe sono considerate più "pesanti" di altre, in genere quando producono tolleranza (la capacità dell'organismo di sopportare a dosi gradualmente più elevate la tossicità delle sostanze) e dipendenza (necessità di assumere tali sostanze per evitare crisi di astinenza); un altro fattore che contraddistingue la tolleranza ad alcune droghe è l'assuefazione, cioè il degradare dell'effetto, soprattutto psichico, della medesima dose, con conseguente necessità di aumentare la dose per produrre lo stesso effetto.

## Semantica ed etimologia
Il lemma «droga» ha diverse accezioni in diversi ambiti:
- Erboristico: la definizione di droga in erboristeria è la più vicina al suo probabile etimo: estratti vegetali secchi, dall'olandese «droog» (asciutto, secco), riferendosi alle piante aromatiche secche che dall'Estremo Oriente venivano importate in Europa dagli olandesi nel XVI secolo.[16] Le droghe erboristiche possono essere utilizzate con finalità terapeutiche, alimentari o ricreative. L'utilizzo per farne medicamenti ha portato al «drogue» del francese del XVII e XVIII secolo riferito ai medicamenti erboristici.[17]
- Culinario: le droghe sono sostanze vegetali secche con particolari proprietà aromatiche utilizzate per dare sapore e/o aroma ai cibi. Da questa accezione deriva il termine "drogheria". Quelle di provenienza esotica sono più frequentemente chiamate "spezie".
- Farmacologico: in farmacologia col termine "droga" ci si riferisce a ogni prodotto di origine vegetale, animale o minerale contenente uno o più principi attivi (alcaloidi, glicosidi, saponine, oli essenziali, sostanze amare, purgative, aromatiche etc.) e che, se preparato e conservato nel modo corretto, trova usi terapeutici o sperimentali (che sono oggetto di studio della farmacognosia).[18] Questa accezione è quella prevalente nella lingua inglese dove il termine «drug» si riferisce soprattutto ai medicinali.[19]
- Giuridico: nelle legislazioni e trattati internazionali sono droghe gli stupefacenti e le sostanze psicotrope, naturali o di sintesi, di cui la produzione, il commercio e l'uso sono sottoposti per legge a controlli e limitazioni. Le restrizioni maggiori si riferiscono al potenziale uso ricreativo, mentre con prescrizione e specifici controlli, con alcune eccezioni, è possibile un utilizzo terapeutico. Tra tutte le sostanze psicoattive, quali sono da considerare droghe è oggetto di controversia scientifica; ad esempio, l'American Pschiatric Association attualmente non identifica la dipendenza da caffeina come un disturbo da uso di sostanze,[20] tuttavia, riconosce l'astinenza da caffeina come una condizione clinica.[21]

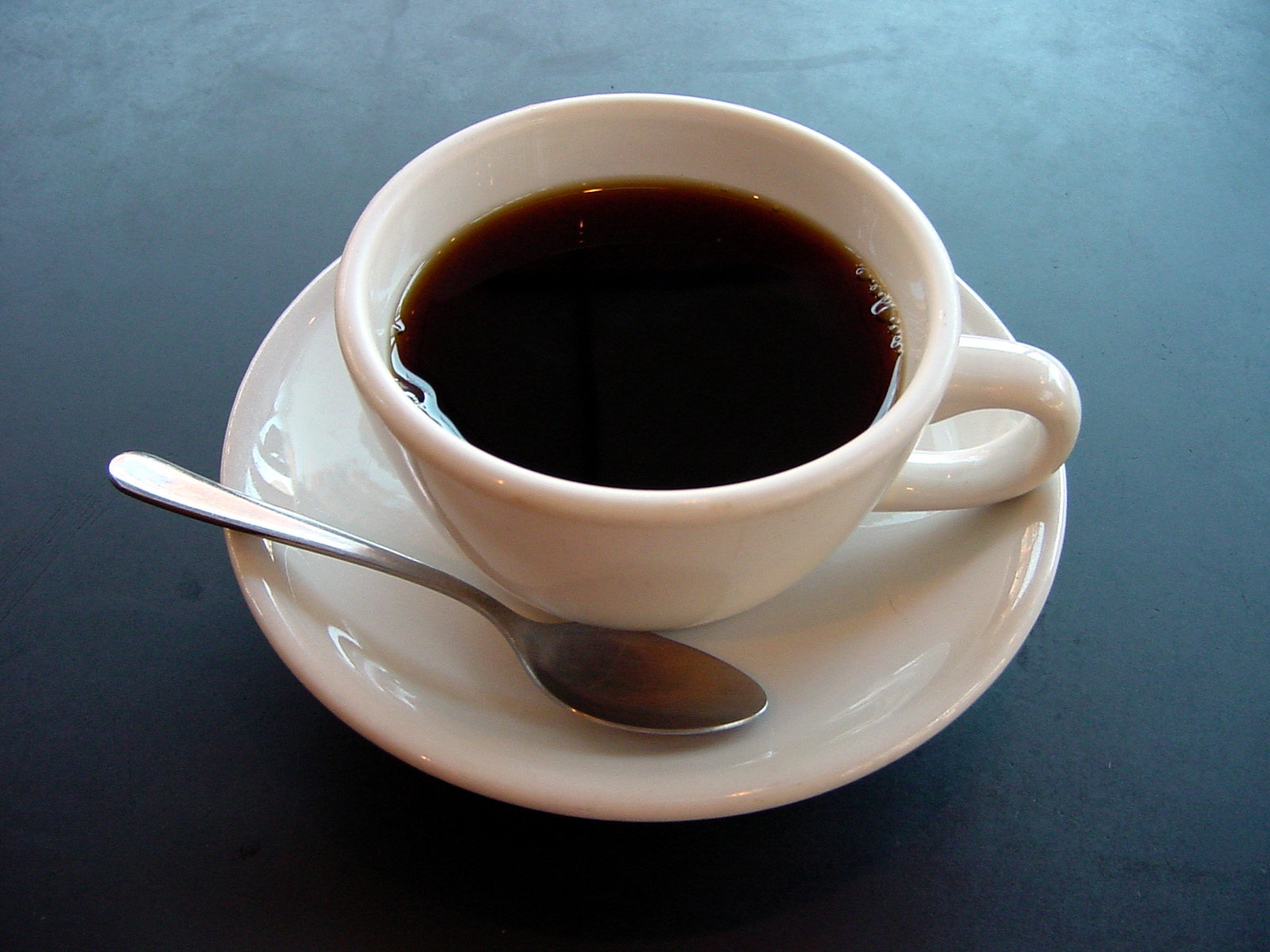
La caffeina del caffè è uno stimolante di largo consumo che potrebbe dare dipendenza

In italiano, nell'utilizzo comune e legale del termine «droga», ci si riferisce a sostanze psicoattive, di derivazione vegetale o di sintesi. Per estensione, nell'uso colloquiale, una droga è qualunque cosa che porti ad abuso o dipendenza.

## Rischi per la salute
L'uso di droghe senza controllo è associato a rischi per la salute significativi e può portare allo sviluppo di disturbi da uso di droghe. I disturbi da uso di droghe, in particolare se non trattati, aumentano la morbilità e i rischi di mortalità per gli individui, possono provocare sostanziali sofferenze e portare a un deterioramento del funzionamento personale, familiare, sociale, educativo, lavorativo o di altre aree importanti.
Nelle giuste condizioni, molte droghe possono causare dipendenza psicologica o fisica (neurochimica).
Se una droga non è disponibile o se ne interrompe il consumo, si può passare a un'altra droga e quindi sostituire la dipendenza. È anche possibile una dipendenza simultanea da più droghe e viene definita «polidroga».
Nelle emergenze legate alla droga, possono verificarsi danni a sé o agli altri. Lo "sballo" e l'incoscienza dopo l'uso di droghe è un pericolo per il consumatore e per altri. Un altro pericolo si presenta quando le droghe vengono tagliate (diluite) con sostanze nocive o con effetti (collaterali) sconosciuti all'utente, come la fenacetina, il levamisolo e la lidocaina nella cocaina.

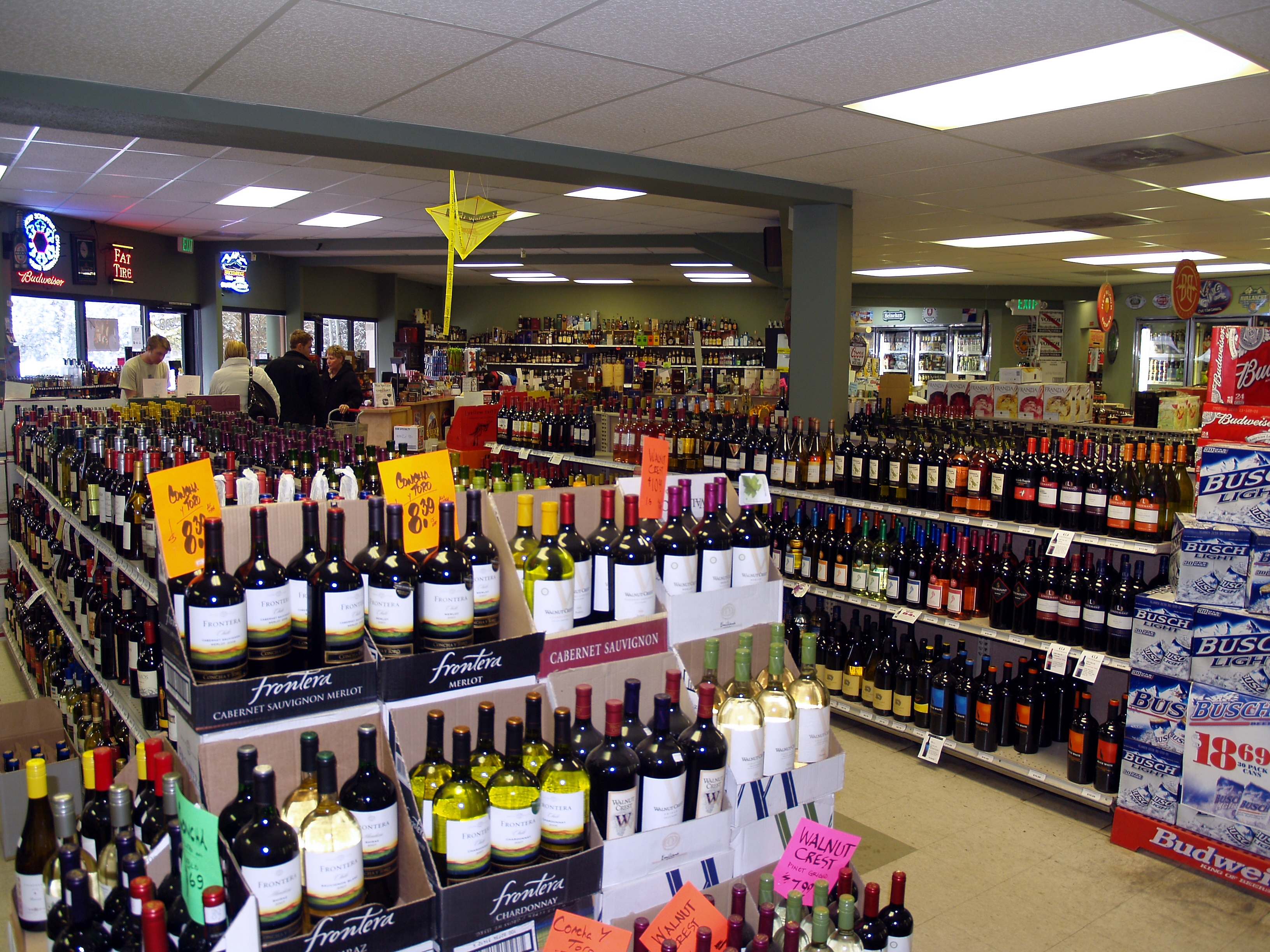
L'etanolo delle bevande alcoliche è la sostanza psicoattiva ampiamente utilizzata e abusata che causa maggiori danni

Anche le droghe legali che sono accettate come stimolanti o inebrianti non sono esenti da rischi e non dovrebbero in alcun modo essere considerate innocue. Il consumo di grandi quantità di alcol può portare a un pericoloso e, nel peggiore dei casi, fatale, avvelenamento da alcol. L'abuso cronico di alcol può, in determinate circostanze, causare gravi danni al fegato, danni cerebrali (sindrome di Korsakoff), nonché vari tipi di cancro e forme di psicosi alcolica, come ad es. può causare allucinosi alcolica (ICD-10 F10.52). Il fumo di tabacco contiene sostanze mutagene e cancerogene. Inoltre, il fumo può danneggiare direttamente o indirettamente tutti gli organi del corpo ed è la principale causa di cancro ai polmoni.
Gli psichedelici come l'LSD o i funghi contenenti psilocibina sono in gran parte privi di rischi fisici e psicologici a causa del loro modo di agire e del potenziale quasi inesistente di abuso. La cannabis fumata può danneggiare i tessuti polmonari e causare cicatrici e danni ai piccoli vasi sanguigni. L'Organizzazione mondiale della sanità cita con prove epidemiologiche che l'uso di cannabis non aumenta il rischio di cancro ai polmoni, alla testa e al collo.
A lungo termine le droghe inalanti (spesso solventi nitriti) possono comportare danni al fegato e ai reni; danni del midollo osseo; spasmi degli arti dovuti a danni ai nervi; danno cerebrale da mancanza di ossigeno che può causare problemi con il pensiero, il movimento, la vista e l'udito. Con i nitriti è stato rilevato un aumento del rischio di polmonite.
La ketamina a lungo termine può procurare ulcere e dolore alla vescica; problemi ai reni; mal di stomaco; depressione; scarsa memoria.
La cocaina a lungo termine comporta perdita dell'olfatto, epistassi, danni nasali e difficoltà nella deglutizione; infezione e morte del tessuto intestinale per diminuzione del flusso sanguigno; perdita di peso; danni ai polmoni da fumo.
Alla metanfetamina a lungo termine sono associati ansia, confusione, insonnia, problemi di umore, comportamento violento, paranoia, allucinazioni, deliri, perdita di peso, gravi problemi dentali, prurito intenso che porta a piaghe cutanee da graffi.
L'MDMA, alias ecstasy, può portare a confusione, depressione, problemi di attenzione, memoria e sonno di lunga durata; aumento dell'ansia, impulsività e minor interesse per i rapporti sessuali.

### Dipendenza e abuso
Nel 1969 dal Comitato di esperti dell'OMS sulla tossicodipendenza definivano «abuso» l'"uso eccessivo di droghe persistente o sporadico incompatibile o non correlato alla pratica medica accettabile".
La propensione di una particolare sostanza psicoattiva a essere suscettibile di abuso, viene definita in termini di probabilità che l'uso della sostanza provochi problemi sociali, psicologici o fisici per un individuo o per la società.
La dipendenza è stata definita dal 28º Comitato di esperti sulla tossicodipendenza come: “Un insieme di fenomeni comportamentali e cognitivi di intensità variabile, in cui l'uso di una o più droghe psicoattive assume un livello elevato di priorità. Le caratteristiche descrittive necessarie sono la preoccupazione per il desiderio di ottenere e assumere la droga e la persistenza comportamentale di ricerca di droga. Determinanti e le conseguenze problematiche della tossicodipendenza possono essere di natura biologica, psicologica o sociale, e di solito interagiscono”.
Il termine può essere utilizzato genericamente con riferimento all'intera gamma delle droghe psicoattive (tossicodipendenza, dipendenza chimica, dipendenza dall'uso di sostanze), oppure con specifico riferimento a una particolare droga o classe di droghe (es. dipendenza da alcol, dipendenza da oppiacei).
Esistono differenze nei sintomi caratteristici della dipendenza dalle diverse droghe. In forma non qualificata, la dipendenza si riferisce a elementi sia fisici sia psicologici. La dipendenza psicologica o psichica si riferisce all'esperienza di controllo alterato sul consumo di alcol o droghe (vedi brama, compulsione), mentre la dipendenza fisiologica o fisica si riferisce alla tolleranza e ai sintomi di astinenza. Nella discussione a orientamento biologico, la dipendenza è spesso usata per riferirsi solo alla dipendenza fisica. La dipendenza fisica è usata anche nel contesto psicofarmacologico in un senso ancora più ristretto, riferendosi esclusivamente allo sviluppo di sintomi di astinenza alla cessazione dell'uso di droghe. In questo senso ristretto, la dipendenza crociata è vista come complementare alla tolleranza crociata, essendo entrambe riferite solo alla sintomatologia fisica.
Vari fattori influiscono sulla velocità e intensità con cui si sviluppa una dipendenza. Nel caso del crack, ad esempio, la breve durata d'azione di circa 10 minuti, con contemporanea stimolazione del centro di ricompensa, gioca un ruolo determinante nello sviluppo della dipendenza. In ogni caso rivestono particolare importanza la struttura della personalità individuale e la situazione di vita. In linea di principio, però, è possibile con una corrispondente predisposizione personale quasi tutte le sostanze inebrianti possono essere utilizzate in un modo che porta alla dipendenza psicologica o alla formazione di abitudini. Eroina, tabacco e crack sono tra le sostanze che creano più dipendenza e anche poche dosi possono provocare una dipendenza molto forte.
A seconda della modalità d'azione neurochimica e della durata dell'uso, l'interruzione dell'uso di determinate droghe può portare a una sindrome da astinenza mentale o fisica. Si tratta delle droghe che agiscono principalmente sul sistema dopaminergico e in particolare il centro della ricompensa (es. cocaina, crack e anfetamine), anche di agonisti del recettore µ-oppioide (es. eroina, codeina e tramadolo), di agonisti del recettore nicotinico dell'acetilcolina (alcol e nicotina), nonché di agonisti del recettore GABA (benzodiazepine, barbiturici).

## Classificazione in base al loro status legale
Le droghe (psicoattive) possono essere classificate in base alle restrizioni legali stabilite nelle diverse legislazioni per quanto riguarda il consumo, la produzione e la vendita.
Pertanto, nella maggior parte dei paesi che hanno sottoscritto i trattati internazionali per il controllo delle droghe, queste sono classificate secondo specifiche norme legali.
A livello sia internazionale sia nazionale, le droghe sottoposte a restrizioni legali sono comunemente classificate secondo una gerarchia di programmi, che riflette diversi gradi di restrizione legale. Ogni paese applica a sua discrezione i trattati internazionali sul controllo delle droghe, pertanto sostanze che hanno in una legislazione le restrizioni più severe in un'altra legislazione possono sottostare a minori restrizioni o anche essere commerciate liberamente.
- Droghe illecite: sono quelle la cui produzione, commercio e utilizzo è considerato illegale, con l'eccezione di un utilizzo medico, comunque sotto stretto controllo, di alcune. La gradualità di restrizioni legali a cui sono sottoposte le droghe illecite venne definita nella convenzione unica sugli stupefacenti del 1961.
- Droghe utilizzate principalmente come farmaci: sono generalmente ottenute solo su prescrizione medica. Il loro utilizzo è legato al trattamento di disturbi dell'umore, disturbi del sonno, malattie dolorose o al fine di raggiungere una maggiore lucidità o concentrazione (nootropi). Ad esempio, gli psicofarmaci, gli stimolanti minori e il metadone. Sono sottoposte a controlli e restrizioni minori rispetto alle droghe illecite ma sono anche oggetto di mercato e utilizzo illecito. L'inserimento di sostanze psicoattive utilizzabili prevalentemente come farmaci nel sistema globale di controllo delle droghe avvenne con la convenzione sulle sostanze psicotrope del 1971.
- Droghe lecite: sono quelle prodotte, commerciate e utilizzate liberamente. Ad esempio in molti paesi: bevande alcoliche e tabacco. Nei paesi in cui l'alcol e il tabacco sono legali, vengono spesso adottate misure per scoraggiarne l'uso. Ad esempio, le confezioni di alcol e tabacco possono presentare per legge avvertenze al consumatore, comunicando i rischi legati all'uso della sostanza. Queste merci spesso sono assoggettate a speciali tasse, dette "tasse sul peccato", che hanno il fine di limitare il consumo e di recuperare il costo sociale per i problemi di salute che l'uso provoca nei consumatori a lungo termine. In molti paesi esistono anche restrizioni alla pubblicità e spesso lo Stato detiene il monopolio della produzione, distribuzione o vendita di questi prodotti.

Non tutte le sostanze psicoattive sono considerate droghe e non esiste un coerente e omogeneo metodo per definire legalmente droga una sostanza psicoattiva.

## Classificazioni fenomenologiche
Una classificazione delle droghe in funzione degli effetti fenomenologici è possibile ma non consente una dettagliata distinzione delle classi vista la molteplicità di effetti che può avere una sostanza.
Fra le numerose classificazioni esistenti, ricordiamo quella del fenomenologo L. Lewin (1924), modificata recentemente da G. Blumir, secondo cui esistono cinque tipi di sostanze psicotrope:
1. Euforici (sostanze che determinano benessere psichico e fisico): oppiacei, tranquillanti;
2. Fantastici (sostanze che provocano una percezione della realtà diversa dal normale): cannabis, allucinogeni;
3. Inebrianti (sostanze che danno eccitazione cerebrale, con successiva depressione): alcool, cloroformio, etere;
4. Ipnotici (sostanze che inducono al sonno): barbiturici e altri sonniferi;
5. Eccitanti (sostanze che eccitano l'attività cerebrale): caffeina, tabacco, betel, cocaina, amfetamine.

Una classificazione più semplice è quella introdotta da Jean Delay durante il Congresso mondiale di Psichiatria di Montréal del 1961 secondo cui esistono tre fondamentali tipi di droghe:
1. Psicolettiche (sostanze che deprimono l'attività cerebrale): barbiturici, sonniferi, alcool, tranquillanti, oppiacei, etere, cloroformio;
2. Psicoanalettiche (sostanze che eccitano l'attività cerebrale): caffeina, tabacco, betel, cocaina, amfetamine (definiti anche "stimolanti");
3. Psicodislettiche (sostanze che determinano un'alterazione nella percezione): cannabis, allucinogeni (definiti anche "droghe psichedeliche”).

## Classificazione farmacologica
Classificando in modo più dettagliato le sostanze, queste possono essere raggruppate in funzione dell'azione farmacologica.
Alterando le funzioni delle cellule nervose, le droghe possono compromettere gli equilibri psicologici e i normali processi mentali. Poiché i processi psicologici sono legati alle dinamiche e alle variabili sociali e i meccanismi cerebrali sono costruiti e modulati dalle funzioni psicologiche, dalle aspettative, dai significati e dai valori che ognuno dà ai suoi comportamenti, gli effetti e le conseguenze delle sostanze psicoattive non dipendono soltanto dalle loro proprietà farmacologiche, ma sono in parte dettate da fattori sociali e culturali.
L'azione di una droga sull'uomo dipende anche dalle caratteristiche genetiche che rendono gli individui più o meno suscettibili al suo effetto. Sebbene le principali interazioni siano riscontrabili sul sistema nervoso centrale, ogni sostanza psicoattiva può avere delle ripercussioni anche sul sistema nervoso periferico e su altri organi inclusi il sistema cardiovascolare, il sistema respiratorio, il sistema muscolo-scheletrico e gli organi riproduttivi.
Agendo su un complesso sistema di neurotrasmettitori le droghe possono avere effetti diversi che si sovrappongono o che variano in funzione del tempo, delle modalità di assunzione o del dosaggio.

### Allucinogeni
Sono sostanze capaci di modificare per alcune ore le percezioni, i pensieri e le sensazioni in modo più o meno netto in base alla sostanza e al dosaggio.Sotto il termine-ombrello di allucinogeni generalmente vengono racchiusi gli psichedelici veri e propri come l'LSD, la mescalina, la DMT la psilocibina o la 2C-B, i composti dissociativi come la ketamina, l'ibogaina, la PCP, il gas esilarante e il destrometorfan, e i composti delirogeni come lo stramonio comune, l'atropa belladonna o il giusquiamo nero dove la dose ricreativa efficace non è molto distante dalla dose mortale, essendo generalmente altamente tossici.

### Analgesici
Gli analgesici sono quelle sostanze che riducono o inibiscono il dolore.
Gli analgesici si dividono in: oppioidi, pirazoloni, cannabinoidi, aniline e farmaci antinfiammatori non steroidei.
Gli analgesici usati per trattare il dolore dipendono dall'intensità e dalle caratteristiche del dolore. Mentre per il sollievo del dolore lieve vengono utilizzate sostanze senza alcuna psicoattività, per il sollievo del dolore di moderata intensità vengono utilizzati oppioidi deboli a distribuzione non libera, come tramadolo, codeina o idrocodone. Per il dolore intenso vengono utilizzati potenti oppiacei e oppioidi come: morfina, idromorfone, metadone, fentanil, ecc. Queste sostanze non hanno un tetto analgesico, con solo un tetto tossicologico.

### Anestetici
Un anestetico produce anestesia generalizzata o locale. Può anche causare mal di gola, nausea o vomito, vertigini, mal di testa o morte.
Questo gruppo è diviso in sottogruppi: eteri, aloalcani, oppioidi e steroidi neuroattivi; iniettabili o inalabili.

### Antidepressivi
Un antidepressivo produce sollievo nei sintomi di depressione, distimia, ansia; e in generale tutti i disturbi dell'umore e la fobia sociale.
Questo gruppo è suddiviso in: inibitori selettivi della ricaptazione, potenziatori selettivi della ricaptazione, agenti di rilascio selettivi, antagonisti dei recettori, inibitori della ricaptazione, antidepressivi biciclici, antidepressivi triciclici, antidepressivi tetraciclici, antidepressivi eterociclici, inibitori della monoamino ossidasi, agonisti del recettore 5-HT 1A.

### Antiparkinsoniani
I farmaci antiparkinsoniani sono quei farmaci che trattano i sintomi del morbo di Parkinson. Producono effetti avversi come ipotensione, aritmie, nausea, caduta dei capelli, ansia, allucinazioni, sonnolenza, problemi respiratori, disorientamento, confusione e psicosi.
Questi farmaci sono divisi in due gruppi: dopaminergici e anticolinergici.

### Antipsicotici
Un antipsicotico produce sollievo dai sintomi della psicosi. Possono causare aumento di peso, agranulocitosi, discinesia, acatisia, distonia, morbo di Parkinson, ipotensione, tachicardia, letargia, incubi, iperprolattinemia o disfunzione erettile.
Questo gruppo è diviso in sottogruppi: benzammidi, butirrofenoni, fenotiazine, tioxanteni, difenilbutilpiperidine, fenilpiperazine, dibenzodiazepine, dibenzotiazepine, benzisossazoli, benzisotiazoli e altre meno comuni.

### Ansiolitici
Un ansiolitico viene usato per il trattamento dell'ansia e dei suoi disturbi. Sono considerati tranquillanti minori. Possono causare tachicardia, incubi o perdita di coscienza.
Questo gruppo è suddiviso in: recettori GABA A, agonisti del recettore 5-HT 1A, antagonisti dell'istamina (antistaminico), antagonisti del rilascio della corticotropina, antagonisti della tachichinina, antagonisti della melanina, ecc.

### Anoressizzanti
I farmaci anoressici o antiobesi sono quelli che sopprimono o riducono l'appetito. Sono spesso usati per ridurre il peso.
Questi tipi di farmaci si dividono in stimolanti e anticannabinoidi. La maggior parte degli stimolanti sopprime l'appetito e, in effetti, una delle droghe più consumate al mondo, il caffè, è un potente soppressore della fame. I cannabinoidi hanno la capacità di stimolare i recettori dei cannabinoidi CB 1 e CB 2, che aumentano l'appetito. Quelle sostanze che sono antagonisti e agonisti inversi di questi recettori produrrebbero l'effetto opposto, cioè la diminuzione o la soppressione dell'appetito, come accade con Rimonabant o Surinabant. Tuttavia, il consumo eccessivo di THC produce l'effetto opposto a quello di un consumo moderato, poiché in un consumo normale l'attivazione dei recettori cannabinoidi CB 1 avviene a livello dei neuroni eccitatori glutamatergici, mentre un consumo maggiore produrrebbe la stimolazione dei recettori cannabinoidi CB 1 sui neuroni inibitori GABAergici dello striato ventrale.

### Depressivi
Un farmaco depressivo è quello che rallenta l'attività del sistema nervoso centrale. Hanno la capacità di rallentare o alterare la memoria, abbassare la pressione sanguigna, analgesia, produrre sonnolenza, rallentare la frequenza cardiaca, agire come anticonvulsivanti, produrre depressione respiratoria, coma o morte.
Questo gruppo è ulteriormente suddiviso in diversi gruppi: antistaminici, antipsicotici, dissociativi, GABAergici, glicinergici, narcotici e simpatologici.

### Dissociativi
Sono sostanze allucinogene che provocano temporaneamente una serie di effetti a livello del sistema nervoso centrale che inducono uno stato mentale in parte riconducibile al fenomeno psicologico della dissociazione. Le droghe con questo effetto sono: ketamina, gas esilarante, ibogaina, salvinorina A.

### Euforizzanti
Una droga euforica è quella che induce sentimenti di euforia. Gli effetti possono includere rilassamento, controllo dello stress, felicità o piacere, poiché possono agire sui centri del piacere del cervello. L'ambito di azione di queste droghe è molto diffuso, essendo presente in diversi tipi di farmaci psicotropi.

### Narcotici
I narcotici sono le sostanze con cui si instaura più velocemente una dipendenza, il cui nome viene associato agli oppiacei e oppioidi. Fra gli effetti si riscontrano euforia, analgesia, sonno improvviso e profondo, cambiamenti dell'umore, spasmi, contrazione delle pupille, vomito, nausea.

### Nootropici
I nootropi (dal greco noús 'mente' e tropos 'movimento'), anche comunemente noti come "smart drug", sono sostanze psicoattive assunte con lo scopo di migliorare le capacità cognitive umane. I nootropi sono usati per migliorare le funzioni mentali, come la cognizione, la memoria, l'attenzione, l'apprendimento o aumentano la motivazione o la concentrazione.
Alcuni nootropi sono veri e propri medicinali usati per trattare alcune malattie come il disturbo da deficit di attenzione e iperattività, il morbo di Parkinson e il morbo di Alzheimer. Sono anche comunemente usati per recuperare le funzioni cerebrali perse durante l'invecchiamento. Questo gruppo comprende simpaticomimetici, xantine, eugeroici, antagonisti H 3, agonisti inversi GABA A, dopamina D1, agonisti della nicotina alfa 7, inibitori della prolilendopeptidasi, agonisti alfa-adrenergici e antiossidanti.

### Sedativi-ipnotici
Un farmaco sedativo-ipnotico o soporifero è un farmaco la cui funzione primaria è quella di indurre il sonno. La distinzione tra sedativi e ipnotici è solo in funzione dell'intensità dell'effetto. Possono produrre, a seconda del tipo di sedativo-ipnotici, insonnia, ansia, confusione, disorientamento, depressione respiratoria, perdita di equilibrio, giudizio alterato o morte.
Questo gruppo è ulteriormente suddiviso in sottogruppi: GABA - agonisti, H1 - agonisti inversi, antagonisti α1 - adrenergici, antagonisti α2 - adrenergici, agonisti melatoninici e antagonisti orexinici.

### Designer drug
Sono noti come "designer drug" principi attivi nati dalla ricerca industriale o accademica ma che non hanno mai ricevuto un'approvazione medica. Spesso si tratta di sostanze psicoattive nate dall'alterazione di ben conosciute sostanze d'abuso, le modifiche sono fatte in maniera tale da mantenere o potenziare gli effetti farmacologi rimanendo al di fuori dal controllo legale (avendo una composizione leggermente diversa riescono facilmente a evadere da tabelle e altri sistemi di controllo come i test di screening). Un primo esempio di ciò che oggi sarebbe etichettato come "designer drug" era l'LSD, un alcaloide ora sintetico, contenuto nella Claviceps purpurea, un fungo che infesta la segale inserito nella lista delle droghe da controllare solo nel 1971 con la convenzione sulle sostanze psicotrope. Altri esempi includono analoghi di farmaci che migliorano le prestazioni, come gli steroidi e prodotti per il doping adottati per migliorare le capacità fisiche e talvolta usati (legalmente o no) per questo scopo, da atleti professionisti e dilettanti. Altre droghe imitano gli effetti psicotropi delle principali droghe illegali. Dalla fine degli anni 1990 sono state identificate molte di queste sostanze sintetizzate e le tabelle delle sostanze psicoattive sotto controllo legale vengono continuamente aggiornate.

## Utilizzi e finalità

### Uso religioso e spirituale

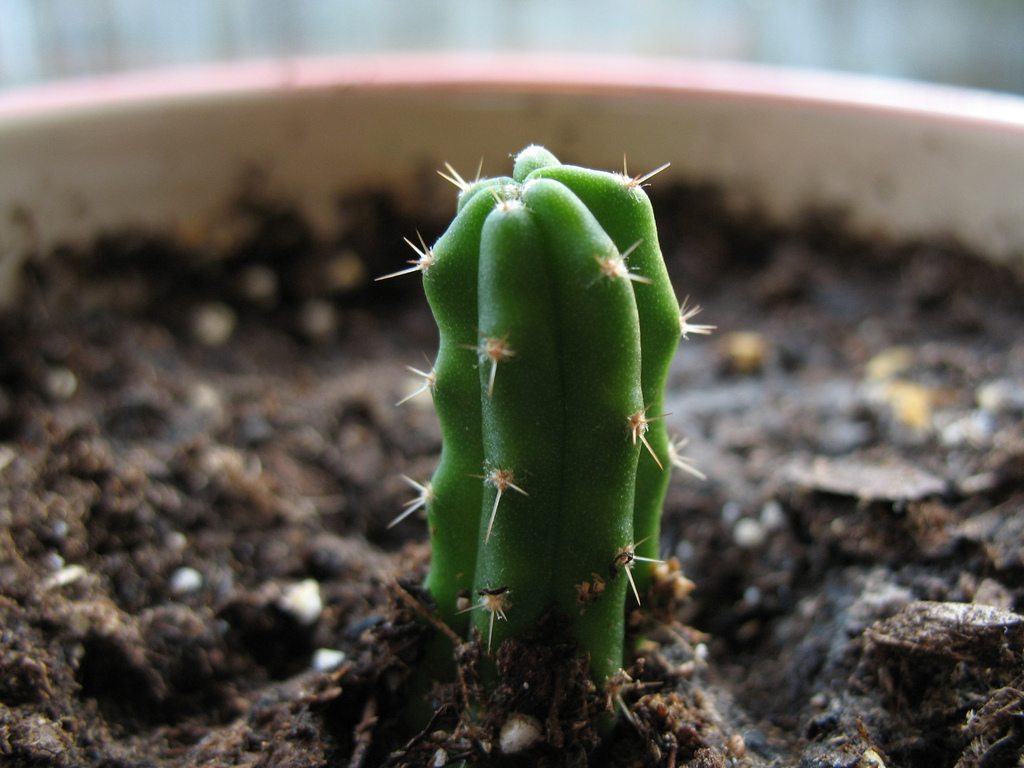
Giovane esemplare di Echinopsis Pachanoi

In particolare fuori dall'Occidente e fra i popoli indigeni con tradizioni sciamaniche, numerose tradizioni religiose danno importanza spirituale alle sostanze psicoattive presenti in natura, per lo più allucinogeni – psichedelici, dissociativi o deliranti – che considerano enteogeni. Etimologicamente un enteogeno è "ciò che genera il divino dentro", e per queste società si tratta di un mezzo importante di incontro con il proprio mondo spirituale, di connessione con gli altri, soprattutto per fini terapeutici di cura, per entrare in relazione con i propri dei e per raggiungere l'estasi religiosa.
Molti sciamani delle società del bacino amazzonico usano per questo scopo l'ayahuasca (yagé), un decotto psichedelico. In Messico gli sciamani Mazatechi hanno una lunga e continua tradizione di uso religioso di funghi psichedelici del tipo psilocybe e, più raramente, di salvia divinorum, una pianta psicoattiva, la cui funzione è di facilitare gli stati di coscienza visionari durante le sessioni di guarigione.
La silene undulata è considerata dagli Xhosa come una pianta sacra e viene usata come enteogeno. Nella loro tradizione la radice è impiegata durante il processo di iniziazione sciamanico per indurre vividi sogni ritenuti profetici, viene considerata un onirogeno naturale, simile alla più nota erba del sogno Calea ternifolia.
Il peyote, un piccolo cactus privo di spine a rischio di estinzione, contiene mescalina e altri alcaloidi psicoattivi, per le sue proprietà è usato da popoli nativi americani come i Wirrarika e i Raramuri. Nell'America Latina se ne attestano usi archeologici antichi di cinquemila anni. Una religione contemporanea, la Chiesa Nativa Americana, comprende tra i suoi rituali l'ingestione del peyote.
Altre piante contenenti mescalina sono utilizzate da 8 000 anni per fini religioso-spirituali, si tratta del cactus colonnare San Pedro e la torcia peruviana, diffusi nelle Ande fra i 2 000 e i 3 000 metri, fanno parte di varie tradizioni di cura dei popoli andini.
Anche la cannabis (ganja) possiede una tradizione d'uso religioso e spirituale molto antico. In alcune tradizioni indiane e nel rastafarianesimo la si usa come enteogeno -sacramento- nelle pratiche e nelle cerimonie religiose.
I funghi psichedelici (funghi psilocybe), comunemente chiamati funghi magici, furono usati come enteogeni in numerose società del mondo come popoli preistorici, Maya dai quali veniva chiamato letteralmente "carne degli Dei", i Mixtechi, Aztechi, Zapotechi e ancora oggi in alcune tradizioni religiose di popoli indigeni.
Un altro composto psicoattivo naturale usato come enteogeno è la kava che può agire come sedativo, stimolante-euforizzante e anestetico. Le radici della pianta di kava vengono utilizzate per produrre una bevanda che viene consumata diffusamente nelle società dell'oceano Pacifico come ad esempio nelle isole Tonga e Marchesi.

### Uso ricreativo
La cannabis è la droga ricreativa controllata più comunemente consumata al mondo (dal 2012). Il suo uso in molti paesi è illegale ma è legalmente usato in diversi paesi di solito a condizione che possa essere usato solo per uso personale. Può essere utilizzato nella forma di infiorescenza o nella forma di resina chiamata hashish. L'infiorescenza è solitamente un po' più leggera dell'hashish. Ci può essere una limitazione di età sul consumo e l'acquisto di droghe ricreative legali.
Alcune droghe ricreative legali e accettate in molti luoghi includono alcol, tabacco, noci di betel e prodotti a base di caffeina, e in alcune aree del mondo l'uso legale di droghe come il khat è comune.
Ci sono un certo numero di intossicanti legali comunemente chiamati "droghe legali" che vengono utilizzate per scopi ricreativi: il più usato in Occidente è l'alcol etilico.
Altre sostanze psicoattive a uso ricreativo includono gli oppiacei, gli stimolanti (es. amfetamina) e gli allucinogeni. Soprattutto questi ultimi vengono usati da millenni anche con fini rituali, spirituali o religiosi.
Diverse sostanze psicoattive, sia legali sia illegali, possono causare dipendenza e tutte possono avere effetti collaterali. La maggior parte delle sostanze psicoattive ricreative sono divenute illecite negli ultimi due secoli. Attualmente esistono trattati internazionali come la convenzione unica sugli stupefacenti ai fini del loro divieto.

## Costi sociali e danni correlati alle droghe

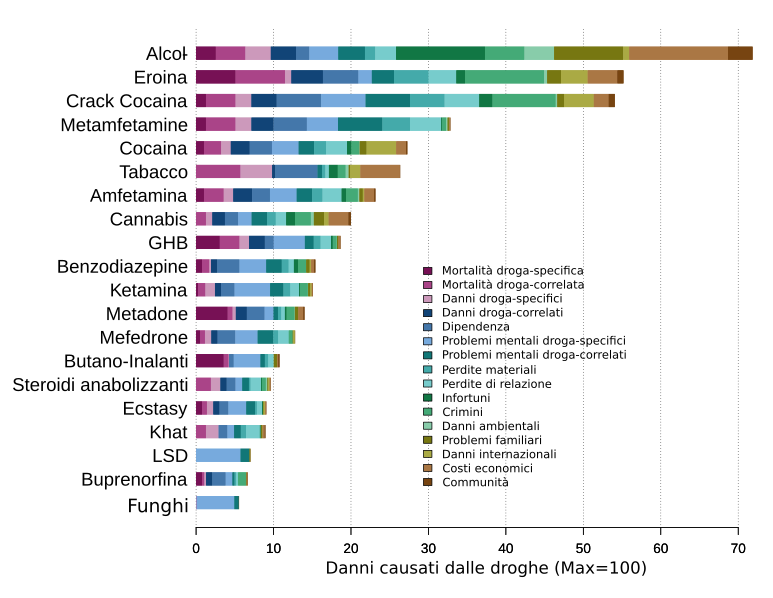
Danni causati dalle droghe nel Regno Unito. In paesi con diverse legislazioni e diversi consumi abituali di droghe la graduatoria può essere diversa

I disturbi da uso di droghe sono associati a costi significativi per la società dovuti alla perdita di produttività, alla mortalità prematura, all'aumento della spesa sanitaria e ai costi relativi alla giustizia penale, al benessere sociale e ad altre conseguenze sociali.
Varie ricerche hanno rilevato come i costi sociali di alcol e tabacco, droghe lecite, siano molto superiori a quelli di tutte le droghe illecite assieme.
Nel marzo 2007, uno studio condotto da un gruppo di ricerca guidato da David Nutt è stato pubblicato su The Lancet, ha definito tre fattori principali che spiegano il potenziale danno prodotto dall'uso di una droga:
- il danno fisico (fisico e di salute) dell'utilizzatore;
- la potenzialità di indurre dipendenza nell'utilizzatore;
- il potenziale impatto del consumo di droga sulla famiglia, la comunità e la società in cui vive il tossicodipendente, ovvero il danno sociale.

Ognuna di queste categorie è a sua volta suddivisa in tre sottocategorie. Psichiatri ed esperti indipendenti hanno assegnato a tutte le sostanze da 0 a 3 punti in ciascuna sottocategoria. Le valutazioni medie di tutte le categorie sono state aggiunte per ciascuna sostanza per ottenere un valore per il potenziale danno complessivo. Le droghe legali alcol e tabacco sono risultate tra le dieci droghe più dannose.
In Germania, queste due droghe da sole causerebbero oltre 121000 decessi l'anno a fronte dei 1000 decessi correlati alla droghe illegali.
Uno studio di follow-up basato su una metodologia migliorata è stato pubblicato su Lancet nel novembre 2010. Il potenziale di danno era ora costituito da 16 fattori individuali ponderati, che erano divisi nei gruppi di danno fisico, psicologico e sociale all'interno delle dimensioni del danno a sé stessi e del danno agli altri. La droga identificata come avente il maggior potenziale di danno in generale era l'alcol con un punteggio di 72 su 100, seguito dall'eroina e dal crack. L'alto potenziale di danno dell'alcol, soprattutto nella dimensione del "danno agli altri" può essere probabilmente spiegato in parte dalla sua pronta disponibilità e dal consumo diffuso e socialmente tollerato nel Regno Unito.
Altre droghe con una valutazione complessiva del rischio elevato hanno un maggiore potenziale assoluto di danno a sé stessi. È probabile che ciò sia dovuto principalmente all'alto rischio di una rapida dipendenza che si sviluppa con queste droghe.
La ricerca rileva come il potenziale danno legato all'alcol è il primo mentre quello legato al tabacco è tra i primi 10. A conclusioni analoghe sono arrivati studi successivi anche in paesi diversi dal Regno Unito.

## Controllo legislativo
Il sistema internazionale di controllo della droga è stato stabilito per la preoccupazione per "la salute e il benessere dell'umanità", come espresso nel preambolo delle convenzioni globali sul controllo della droga del 1961 e del 1971. L'attuale sistema, disciplinato dalla convenzione Unica del 1961 sugli stupefacenti (CUSS) e dalla convenzione del 1971 sulle sostanze psicotrope (CSP), ha gradualmente portato un numero sempre maggiore di sostanze psicoattive sotto il controllo internazionale. A fine 2020 sono oltre 300 sostanze, da 50 che erano nei primi trattati contro le droghe. Sono stati definite otto tabelle in base al potenziale di dipendenza, di abuso e alla utilità terapeutica. Le convenzioni internazionali sul controllo delle droghe riconoscono solo l'uso medico, incluso il sollievo dal dolore, come benefici dall'uso di sostanze psicoattive; altri utilizzi: culturale, ricreativo o gli usi cerimoniali, non sono presi in considerazione, o meglio sono esclusi.
L'"International Narcotics Control Board" (in sigla INCB) ha l'incarico di "sforzarsi di limitare la coltivazione, la produzione, la fabbricazione e l'uso di stupefacenti a una quantità adeguata richiesta per scopi medici e scientifici, per assicurarne la disponibilità a tali scopi e per prevenire la coltivazione, la produzione e la fabbricazione illecite e il traffico e l'uso illeciti di stupefacenti" e la "Commissione sugli stupefacenti " (in sigla CND dall'inglese Commission of Narcotic Drugs) ha l'incarico di aggiungere, rimuovere o riclassificare gli stupefacenti. L'INCB aggiorna e pubblica la lista delle sostanze stupefacenti (Yellow list) e di quelle psicotrope (Green list) sotto controllo internazionale.
La gradazione delle restrizioni dalle più severe alle meno severe è quella definita dalle convenzioni originarie.
Per gli stupefacenti dalla più severa alla meno severa: Tabella IV > Tabella I >Tabella II > Tabella III.
Per le sostanze psicotrope dalla più severa alla meno severa: Tabella I >Tabella II > Tabella III > Tabella IV.
| Tabelle delle sostanze stupefacenti e psicotrope definite dai trattati internazionali per il controllo delle droghe | Tabelle delle sostanze stupefacenti e psicotrope definite dai trattati internazionali per il controllo delle droghe | Tabelle delle sostanze stupefacenti e psicotrope definite dai trattati internazionali per il controllo delle droghe                                                           | Tabelle delle sostanze stupefacenti e psicotrope definite dai trattati internazionali per il controllo delle droghe                                                         | Tabelle delle sostanze stupefacenti e psicotrope definite dai trattati internazionali per il controllo delle droghe                                                      |
| --- | --- | --- | --- | --- |
| Yellow list | Sostanze che possono dare una forte dipendenza e passibili di abuso, e precursori facilmente convertibili in droghe simili, che creano dipendenza e passibili di abuso (es. cannabis, oppio, eroina, metadone, cocaina, foglia di coca, ossicodone) | Sostanze che creano meno dipendenza e abuso rispetto a quelle in tabella I (es. codeina, destropropossifene)                                                                  | Preparazioni contenenti basse quantità di narcotici, è improbabile che se ne abusi e sono esentate dalla maggior parte dei controlli (es. <2,5% codeina, <0,1% cocaina)     | Droghe già elencate nella tabella I ma “particolarmente pericolose” e di poco o nessun valore terapeutico (es. eroina)                                                   |
| Green list | Droghe che presentano un alto rischio di abuso, rappresentano una minaccia particolarmente grave alla salute pubblica con poco o nessun valore terapeutico (es. LSD, MDMA, catinone)                                                                | Droghe che presentano un rischio di abuso, rappresentano una grave minaccia per la salute pubblica e sono di basso o moderato valore terapeutico (es. dronabinol, anfetamine) | Droghe che presentano un rischio di abuso, rappresentano una grave minaccia per la salute pubblica e sono di moderato o alto valore terapeutico (es. arbusti, puprenorfina) | Droghe che presentano un rischio di abuso, rappresentano una minor minaccia per la salute pubblica, ad alto valore terapeutico (es. tranquillanti, compreso il diazepam) |

L'esistenza parallela della CUSS del 1961 della CSP del 1971 ha portato ad alcuni effetti illogici come il fatto che la pianta (cannabis) contenente al massimo il 3% di delta-9-tetraidrocannabinolo (THC) fino al 2020 in tabella IV della Yellow list è trattata più severamente del THC puro al 100% in tabella I della Green list.
Le incongruenze strutturali nel sistema di classificazione delle droghe da controllare dipendono da una distinzione scientificamente dubbia tra gli stupefacenti del 1961 e le sostanze psicotrope del 1971, distinzione fatta per consentire controlli più clementi su una gamma sostanze di interesse per l'industria farmaceutica, inclusi anfetamine, barbiturici e benzodiazepine. Come ha affermato il Programma internazionale delle Nazioni Unite per il controllo della droga (UNDCP), ora Ufficio delle Nazioni Unite contro la droga e il crimine (UNODC), in un commento alla sua legge modello del 2000 sulla droga, “la classificazione internazionale in stupefacenti e sostanze psicotrope a seconda che la sostanza è disciplinata dalla Convenzione del 1961 o dalla Convenzione del 1971 non ha basi concettuali. La definizione legale di molte sostanze psicotrope è interamente applicabile agli stupefacenti e, in molti casi, è vero il contrario".
     Legale
     Illegale ma decriminalizzata
     Illegale ma spesso non perseguita
     Illegale
     Status sconosciuto

Status legale del possesso di cannabis per uso ricreativo (2020)
Legale
Illegale ma decriminalizzata
Illegale ma spesso non perseguita
Illegale
Status sconosciuto

La regolamentazione delle droghe definite nelle convenzioni e trattati internazionali varia da paese a paese.
Il possesso e il consumo di alcol da parte degli adulti è oggi molto limitato solo nei paesi islamici e in alcuni stati dell'India. Il Bhutan è l'unico paese al mondo in cui il possesso e l'uso di tabacco è illegale. La Nuova Zelanda ha vietato l'importazione di tabacco da masticare come parte della legge del 1990 Smoke-free Environments Act.
In alcune parti del mondo vengono presi provvedimenti per l'uso di droghe per uso rituale tradizionale come l'ayahuasca, l'iboga e il peyote. In Gabon l'iboga (tabernanthe iboga) è stata dichiarata patrimonio nazionale ed è usata nei riti della religione Bwiti. Il principio attivo, l'ibogaina, è proposto come trattamento dell'astinenza da oppiacei e di vari disturbi da uso di sostanze. Le foglie di coca non sono illegali in Perù e Bolivia. L'uso della cannabis per scopi ricreativi è vietato nella maggior parte dei paesi; tuttavia, molti hanno adottato una politica di depenalizzazione per rendere il semplice possesso un illecito non penale (spesso simile a una violazione del codice della strada).
Altri hanno pene molto più severe come alcuni paesi asiatici e mediorientali dove il possesso anche di piccole quantità è punito con la reclusione per diversi anni. I paesi che hanno legalizzato l'uso ricreativo della cannabis sono Canada, Georgia, Malta, Messico, Sudafrica e Uruguay, più 18 Stati, due territori e il Distretto di Columbia negli Stati Uniti e Territorio della Capitale Australiana in Australia. La vendita commerciale di cannabis ricreativa è legalizzata a livello nazionale in due paesi (Canada e Uruguay) e in tutte le giurisdizioni subnazionali statunitensi che ne hanno legalizzato il possesso con l'eccezione di Washington D.C. Una politica di applicazione limitata è stata adottata anche in molti paesi, in particolare nei Paesi Bassi dove la vendita di cannabis è tollerata nei coffeeshop autorizzati.

### Nuove sostanze psicoattive
La normativa comunitaria individua le Nuove Sostanze Psicoattive, in sigla NPS (art. 1 della Decisione Quadro 2004/757/GAI del Consiglio del 25 ottobre 2004, come modificata dalla Direttiva (UE) 2017/2103 del Parlamento europeo e del Consiglio del 15 novembre 2017) in ogni «sostanza allo stato puro o contenuta in un preparato non contemplata dalla convenzione unica delle Nazioni Unite sugli stupefacenti del 1961, quale modificata dal protocollo del 1972, o dalla convenzione delle Nazioni Unite sulle sostanze psicotrope del 1971 ma che può presentare rischi sanitari o sociali analoghi a quelli presentati dalle sostanze contemplate da tali convenzioni».
L'Ufficio delle Nazioni Unite contro la droga e il crimine (UNODC) le definisce: "sostanze di abuso, sia in una forma pura che in un preparato, che non sono controllate dalla Convenzione unica sugli stupefacenti del 1961 o dalla Convenzione del 1971 sulle sostanze psicotrope, ma che possono rappresentare una minaccia per la salute pubblica”.
Il termine «nuovo» non si riferisce necessariamente a nuove invenzioni, diverse NPS sono state sintetizzate per la prima volta da vari decenni, ma a sostanze che sono diventate di recente disponibili sul mercato.
Con questa denominazione si fa riferimento alla proliferazione di un gruppo molto ampio di molecole, principalmente di natura sintetica, caratterizzate da proprietà farmacologiche e tossicologiche estremamente insidiose per la salute dei consumatori.
Questi prodotti, secondo le indicazioni della tossicologia forense, appartengono a particolari gruppi strutturali (cannabinoidi sintetici, catinoni sintetici, oppioidi, triptamine, piperazine, arilcicloesilammine e, soprattutto, fenetilammine), ma si differenziano rispetto alle molecole base, già inserite nelle tabelle ONU, per mirate modifiche molecolari in grado di conferire a questi analoghi di struttura una connotazione di completa autonomia, sotto sia il profilo chimico-tossicologico sia legale.
Il consumo di queste sostanze è ormai considerato, a livello internazionale e nell'ambito delle istituzioni comunitarie, una vera e propria emergenza droga che si vuol fronteggiare con nuove strategie e appropriati strumenti giuridici in corso di predisposizione. Non essendo sottoposte alle restrizioni delle droghe tradizionali il mercato delle NPS ha visto una crescita molto rapida, che gli aggiornamenti delle tabelle delle leggi anti-droga non sono riusciti a controllare.
Le NPS che erano 130 nell'anno 2009 sono diventate 803 nel 2018.